# Епархия Уолла-Уоллы
Епархия Уолла-Уоллы (лат. Dioecesis Valle-Valliensis) — упразднённая епархия Римско-Католической церкви, в настоящее время — титулярная епархия с 1974 года.

## История
24 июля 1846 года Римский папа Пий IX учредил епархию Уолла-Уоллы, выделив её из апостольского викариата Территории Орегона (сегодня — Архиепархия Портленда). 31 мая 1850 года была создана епархия Несквалли (сегодня — Архиепархия Сиэтла), которой была передана территория епархии Уолла-Уоллы. 29 июля 1853 года Святой Престол выпустил декрет, которым упразднил епархию Уолла-Уоллы.
С 1974 года епархия Уолла-Уоллы является титулярной епархией Римско-Католической церкви.

## Епископы епархии
- епископ Augustin Magloire Alexandre Blanchet (28.07.1846 — 31.05.1850), назначен епископом Несквалли;
- епископ Francis Xavier Norbert Blanchet (31.05.1850 — 29.07.1853).

## Титулярные епископы
- епископ Eugene Antonio Marino, S.S.J. (12.07.1974 — 14.03.1988), назначен архиепископом Атланты;
- епископ Бернард Уильям Шмитт (27.05.1988 — 29.03.1989), назначен епископом Уилинг-Чарлстона;
- епископ Paul Albert Zipfel (16.05.1989 — 31.12.1996), назначен епископом Бисмарка;
- епископ James Edward Fitzgerald (11.01.2002 — 1.09.2003);
- епископ Mitchell Thomas Rozanski (3.07.2004 — 19.06.2014), назначен епископом Спрингфилда;
- епископ Witold Mroziewski (с 19 мая 2015 года).